# Patek Philippe

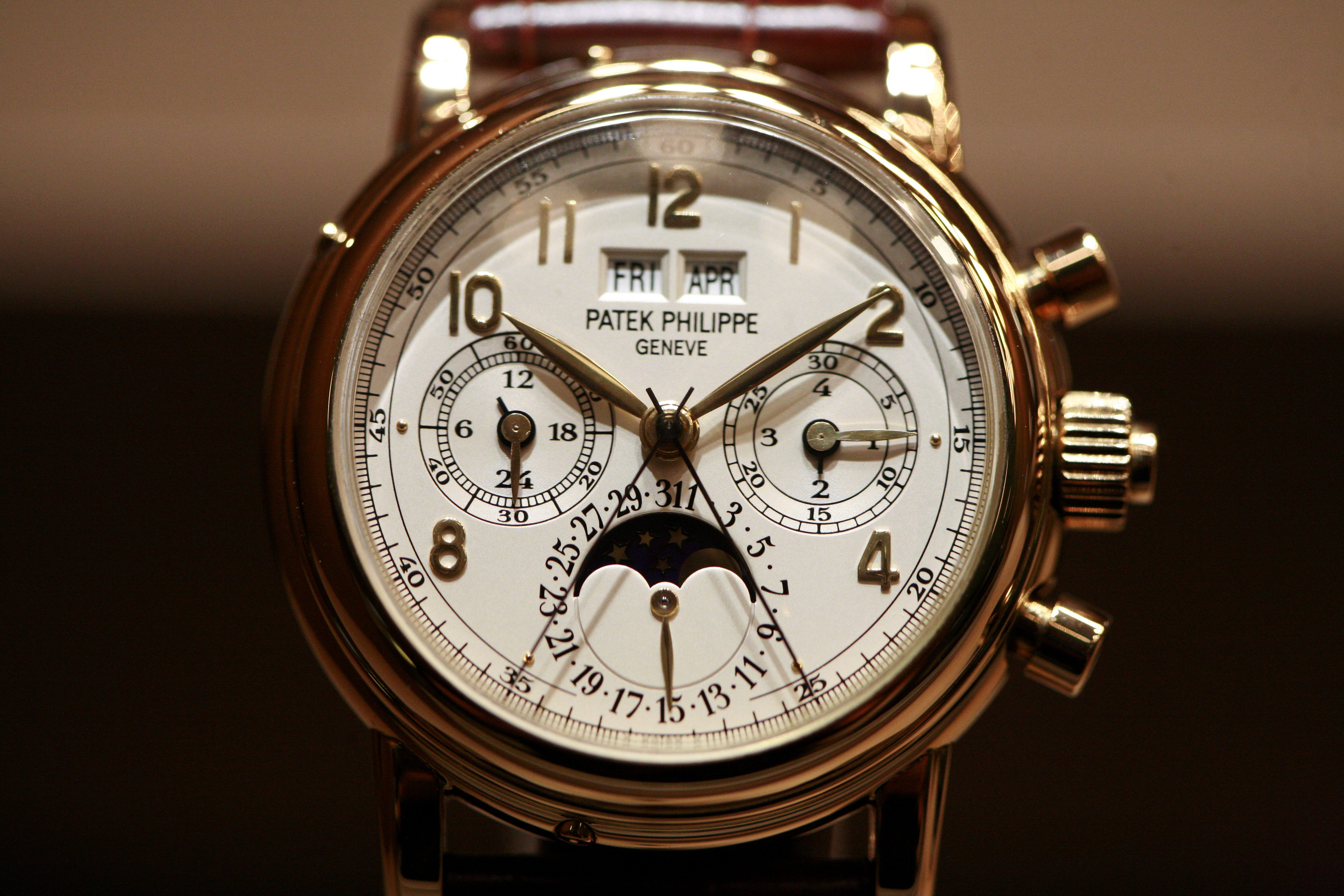
Polshorloge MG 2584

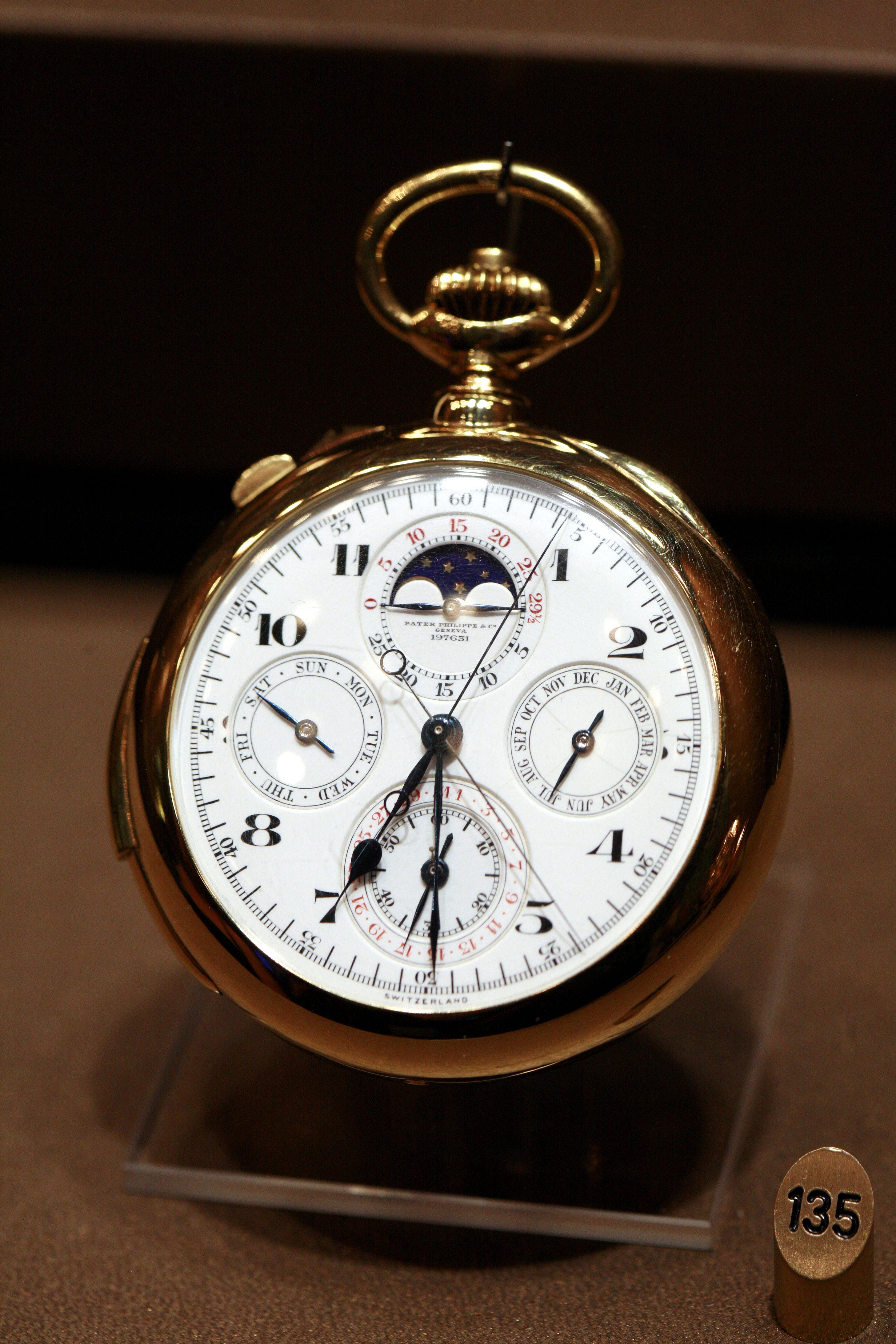
Zakhorloge MG 2596

Patek Philippe is een Zwitserse fabrikant van luxehorloges.

## Voorgeschiedenis
Op 1 mei 1839 richtten de Poolse zakenman Antoni Patek en de Poolse horlogemaker Franciszek Czapek in Genève samen een bedrijf op dat zij Patek, Czapek & Cie noemden. Czapek woonde sinds 1832 in Zwitserland en veranderde zijn naam in François Czapek toen hij genaturaliseerd werd.
Het bedrijf liep goed maar ze gingen in 1844 uit elkaar en richtten ieder een eigen bedrijf op: Patek & Cie en Czapek & Cie.

## Geschiedenis
In 1844 ontmoette Patek de Franse horlogemaker Jean-Adrien Philippe, die zijn nieuwe uitvinding demonstreerde: het eerste horloge zonder opwindsleutel. Patek en Philippe besloten vanaf 1845 samen te werken en in 1851 werd hun bedrijf Patek Philippe & Cie opgericht. In 1901 werd de naam officieel Ancienne Manufacture d’Horlogerie Patek Philippe & Cie, S.A.
In 1932 werd Patek Philippe overgenomen door Charles en Jean Stern, waarna de bedrijfsnaam veranderde in Patek Philippe S.A. Als president is in 2009 Thierry Stern (4de generatie) aangetreden. Het bedrijf heeft 70 patenten en produceert het gehele uurwerk in eigen huis. De Sky Moon Tourbillon (ref. 5002 P) is het duurste horloge ter wereld, hoewel het mechanisch is (zelf opwinden) en niet waterdicht. Er worden jaarlijks drie exemplaren gemaakt. Het horloge bestaat uit 686 onderdelen en heeft veel gecompliceerde functies.
Patek Philippe (1839) wordt samen met Audemars Piguet (1875), Vacheron Constantin (1755) en A. Lange & Söhne (1845) gerekend tot "de grote vier" binnen de horlogewereld. De zeer luxueuze uurwerken zijn van hoge kwaliteit en brengen daarom vaak op veilingen recordbedragen op. Een in 1933 vervaardigd exemplaar wist in 1999 bij een veiling van Sotheby's zo'n 11 miljoen dollar (8 miljoen euro) op te brengen, een wereldrecord op dat moment. Op 11 november 2014 werd het opnieuw geveild en ditmaal bracht het 18 miljoen euro op.